# Jean-Michel Thiriet
Pour les articles homonymes, voir Thiriet.
Jean-Michel Thiriet dit Thiriet, né le 15 novembre 1958 à Trèves en Allemagne, est un auteur, dessinateur, scénariste de bande dessinée et musicien français. Il est surtout connu pour sa chronique biographique Deux pages décongelées de chez Thiriet et sa série humoristique La Vie est courte, parus dans le mensuel Fluide glacial.

## Biographie

### Jeunesse
Jean-Michel Thiriet décroche le baccalauréat, puis passe trois mois dans une école des Beaux-Arts où il finit par découvrir qu'il n'y existe pas de section bande dessinée.

### Premières planches
Il met du temps à se remettre de cette déception et accomplit ses premiers tâtonnements graphiques dans Le Petit Psikopat Illustré. En 1985, son premier album Riche et célèbre paraît aux éditions du Lynx. Il publie aussi dans Hebdogiciel.
Il est rédacteur chez Fluide Glacial de 1987 à 1993. Il sort de cette collaboration chez Fluide de brèves histoires absurdes et délirantes, recueillies en volumes chez Audie (Histoires peu crédibles, Contes d'à-côté, Trois tiers de trio et Trois tiers de trio dans l'espace).

### Passage chez Canal+
Il écrit des sketchs pour l'émission humoristique des Nuls, Les Nuls, l'émission, en 1993, et pour les nouvelles de Jules-Édouard Moustic du programme Groland, en 1994.

### Participation au Journal de Spirou

Logo du magazine Spirou.

Il participe au journal de Spirou à partir des années 1990 avec beaucoup de dessins d'humour et de demi-planches qui se font plus rares après le départ de Thierry Tinlot, le rédacteur en chef de l'hebdomadaire,. Il travaille chez Spirou comme dessinateur et scénariste, multipliant sommaires, cartoons et animations désopilantes. Avec Manu Larcenet, il démontre régulièrement dans la collection « Humour Libre » que « La Vie est courte » et qu'il est préférable d'en rire.

### Membre de L'association
Il participe à L'Association depuis ses débuts, et publie sa première œuvre en 1996, Verte campagne qui regroupe quelques-unes des histoires de Thiriet parues dans Fluide glacial. Il participe à l'OuBaPo et édite dans la collection Mimolette de l'Association son premier livre autobiographique, Mémoires courtes.

### L'intermède Capsule cosmique
Il participe à la revue Capsule cosmique, journal qui ne paraîtra que pendant deux ans, de 2004 à 2006.

### Passage récurrent chez Fluide Glacial

Logo du magazine Fluide Glacial.

À partir de 2008, ses planches paraissent de manière plus fréquente dans Fluide glacial, il est présent dans la plupart des numéros du mensuel avec en particulier sa chronique biographique Deux pages décongelées de chez Thiriet.
Il scénarise, entre autres, des récits illustrés par Baron Brumaire parus dans Fluide glacial puis regroupés dans l'album Combien de Marins ? en 1994 et des albums grand public illustrés par Philipe Bercovici : Magic Bus (2015), Bière pour tout le monde ! Ou presque... (2016).
Il réalise également des illustrations pour les mensuels Pour la science et La Recherche.
Depuis 2017, il collabore au trimestriel Mon Lapin Quotidien.
En 2018, en tant que figure de Spirou et de Fluide Glacial, il participe au numéro spécial Fluide Glacial VS Spirou avec entre autres Édika, Goossens, Isa, Hugot, Pochep, monsieur le chien, Masse ou encore Ju/CDM.

## Publications

### Bande dessinée
- Riche et célèbre, AANAL, coll. « Patte de mouche », 1985.
- Histoires peu crédibles, AUDIE - Fluide glacial, 1989.
- Contes d'à-côté, AUDIE - Fluide glacial, 1991.
- Trois tiers de trio, AUDIE - Fluide glacial, 1992.
- Trois tiers de trio dans l'espace, AUDIE - Fluide glacial, 1993.
- Combien de marins ? (scénarios), avec Baron Brumaire (dessin), AUDIE - Fluide glacial, 1994.
- Verte campagne, L'Association, collection « Éperluette », 1996.
- Chat mange pas d'pain, Les mal-élevés, coll. « Hauteur », 1999.
- La Vie est courte (scénario), avec Manu Larcenet (dessin), Dupuis, coll. « Humour libre » :

1. Profitons-en, 1998.
2. Jusqu'à présent..., 1999.
3. Rien ne va plus !, 2000.

- L'Ensexyclopédie (scénario), avec Philippe Bercovici (dessin), Albin Michel, 2003[7].
- Mémoires courtes, L'Association, collection « Mimolette », 2003.
- Combien de capitaines ?, Audie, coll. « Azote Liquide », 2004.
- « Uke à Delhi » dans l'album collectif L'Association en Inde, L'Association, 2006, p. 22-34.
- Les Brigands du Vistre, AUDIE - Fluide glacial, 2007.
- Les Couchettes, L'Association, coll. « Mimolette », 2008.
- Sex crimes (scénario), avec Thierry Robin (dessin), AUDIE - Fluide glacial, coll. « Fluide Glamour », 2009.
- Fugue pour six pattes, L'Association, collection « Côtelette », 2009.
- Histoire de la musique en 80 tomes, AUDIE - Fluide glacial, 2010.
- Magic Bus (scénario), avec Philippe Bercovici (dessin), AUDIE - Fluide glacial, 2015.
- Bière pour tout le monde ! Ou presque... (scénario), avec Philippe Bercovici (dessin), AUDIE - Fluide glacial, 2016.
- Pete Best (scénario), avec Jérôme Duveau (images), AUDIE - Fluide glacial, 2019.

### Dessin d'humour
- Vite et bien, Cornelius, coll. « Raoul », 1997.
- Comme un chien dans la soupe, Les mal-élevés, coll. « Humour de poche », 2000.
- L'Âge d'encre, Elix Éditions (Entreprendre), 2018.

## Autres activités

### Animation
Il participe à la conception des cd-roms interactifs Un prince à l'école (1996), La Princesse Dragonne (1997) et À l'abordage, Pit ! (1998) pour le Groupe Bayard.

### Traduction
Il effectue le lettrage de la version française des ouvrages Pour en finir avec tout (ça) chat, guide du suicide félin (1994) et Lois de la thermodynamique du chat (1995) parus chez J'ai lu, puis la traduction et le lettrage des bandes dessinées de la série Adam Homme de ménage (1998), La vérité est sous le tapis (1999) et Désastres ménagers (2003) parues chez Dupuis.

### Illustration
Il illustre les livres Alimentation - Un métier en poche (1995), Asymétrie : la beauté du diable, où se cache la symétrie de l'Univers ? (2001), La Terre chauffe-t-elle ? (2001), Le Mariage (2002) et De la science aux fourneaux (2007).

### Musique
Son groupe, Les Bandits du Vidourle, sort en 2007 un album éponyme sous le label Not On Label.